# Дрохтерсен
Дрохтерсен (њем. Drochtersen) општина је у њемачкој савезној држави Доња Саксонија. Једно је од 40 општинских средишта округа Штаде. Према процјени из 2010. у општини је живјело 11.964 становника. Посједује регионалну шифру (AGS) 3359013.

## Географски и демографски подаци
Дрохтерсен се налази у савезној држави Доња Саксонија у округу Штаде. Општина се налази на надморској висини од 2 метра. Површина општине износи 126,7 km². У самом мјесту је, према процјени из 2010. године, живјело 11.964 становника. Просјечна густина становништва износи 94 становника/km².

## Међународна сарадња
| Мјесто | Држава    | Врста сарадње | Од    |
| ------ | --------- | ------------- | ----- |
|        | Француска | партнерство   | 1972. |
| Извор  |           |               |       |